# Rubia peregrina
Rubia peregrina L.  – вид рослин родини маренові (Rubiaceae).
Етимологія: лат. peragrare — «подорожувати» і стосується здатності цієї рослини легко поширюватися в своєму середовищі проживання.

## Морфологічна характеристика
Стебло деревне, безволосе, квадратне, витке, досягає в середньому 50–250 см у довжину. Вічнозелені листки від яскраво-зеленого до світло-зеленого кольору, сидячі, глянцеві, шкірясті, овально-ланцетні, із зубчиками на полях, розташовані зазвичай по п'ять або більше з одного вузла. Квітки згруповані в суцвіття, схожі на волоті. Невеликі квітки, близько 5–7 мм в діаметрі, розташовані на довгих ніжках і мають п'ять блідо-зелено-жовтуватих пелюсток. Період цвітіння триває з квітня по червень. Гермафродитні квіти запилюються комахами. Плоди м'ясисті ягоди, чорні при дозріванні, близько 5 мм в діаметрі, широко споживаються птахами.

## Поширення
Населяє Середземномор'я, Макаронезію і Британські острови. Країни поширення: Алжир, Албанія, Велика Британія, Франція, Греція, Ірландія, Іспанія [вкл. Канарські острови], Італія, Словенія, Хорватія, Лівія, Португалія [вкл. Азорські острови, Мадейра], Гібралтар, Марокко, Мальта, Туніс, Туреччина. Зростає в заростях чагарників, у живоплотах, вздовж доріг, стін і стежок. Віддає перевагу сухим ґрунтам, на висоті 0–1000 м над рівнем моря.

## Галерея

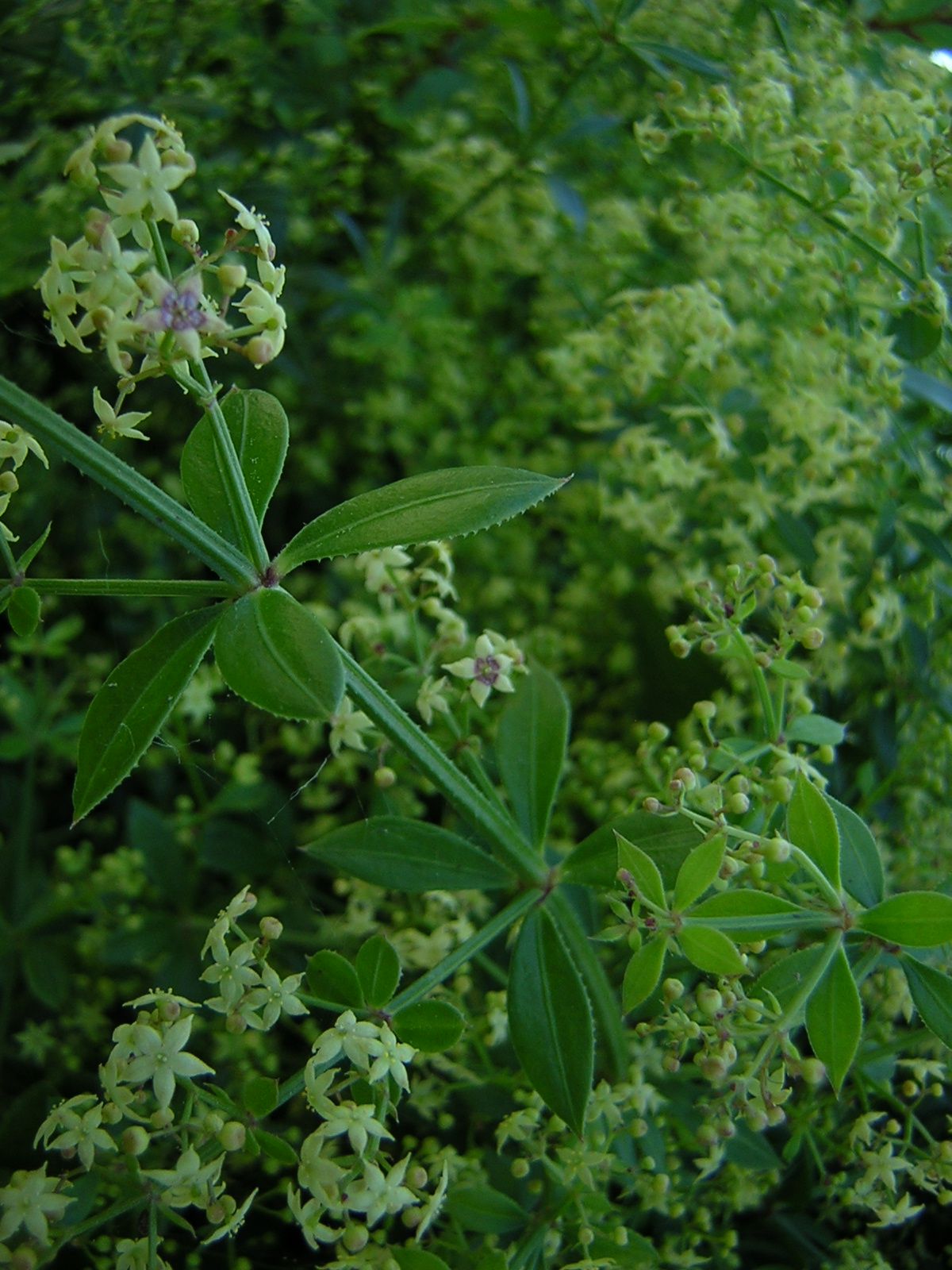
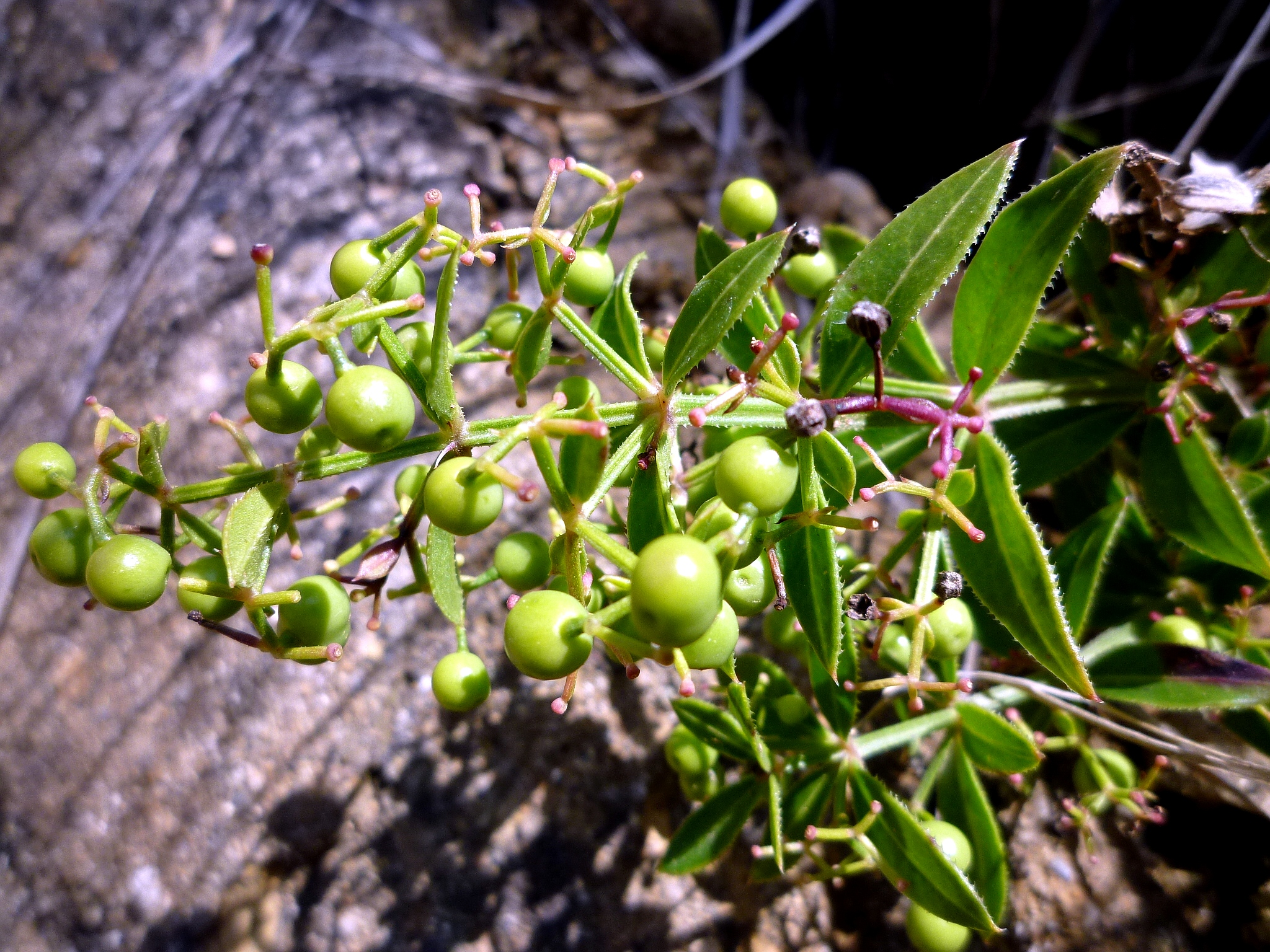
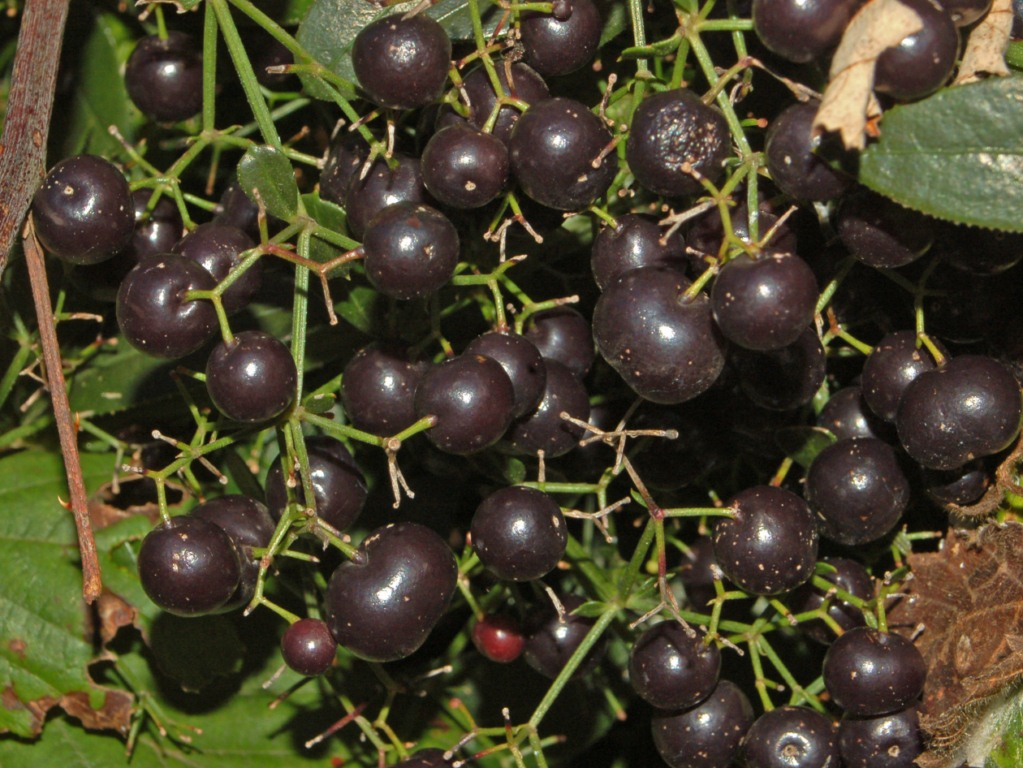